# Heterospilus costaricensis
Heterospilus costaricensis (лат.) — вид наездников рода Heterospilus из подсемейства Doryctinae семейства бракониды (Braconidae). Встречаются в Центральной Америке: эндемик Коста-Рики.

## Описание
Мелкие перепончатокрылые насекомые, длина от 3,0 до 5,0 мм. Голова жёлтая; грудь тёмно-коричневая (мезоскутум жёлтый, проплеврон двуцветный, коричневый и жёлтый); ноги и скапус жёлтые (скапус с коричневой латеральной продольной полоски), флагеллум коричневый с апикальным белыми 10-15-м флагелломерами. Метасомальные 1-3-й тергиты коричневые, 5-7-й тергиты  жёлтые. Вертекс и лоб поперечно бороздчатые; 4-7-й метасомальные тергиты гладкие. Скутеллюм и мезоплеврон гладкие, лицо бороздчатое. Маларное пространство равно 0,25 от высоты глаза. Жгутик из 28-35 сегментов. Расстояние между оцеллием и сложным глазом равно примерно 2-кратному диаметру бокового оцеллия. Яйцеклад равен длине брюшка. В переднем крыле развита радиомедиальная жилка. Передняя голень с единственным рядом коротких шипиков вдоль переднего края. На задних тазиках ног есть отчётливый антеровентральный базальный выступ, вертекс головы сбоку у глаз нерезко угловатый. Предположительно, как и другие виды рода Heterospilus, паразитируют на жуках или бабочках. Вид был впервые описан в 2013 году американским гименоптерологом Полом Маршем (Paul M. Marsh; Норт-Ньютон, Канзас, США) с группой американских коллег-энтомологов (Wild Alexander L., Whitfield James B.; Иллинойсский университет в Урбане-Шампейне, Эрбана, Иллинойс, США) и назван по имени местонахождения: Costa Rica. От близких видов Heterospilus costaricensis отличается окраской, гладким третьим тергитом брюшка, а также жилкованием крыльев (жилка r переднего крыла равна или короче, чем жилка 3RSa; в заднем крыле присутствует жилка SC+R, а жилка M+CU короче жилки 1M).